# Jalani Sidek
Jalani Sidek (n. 10 noiembrie 1963, Banting⁠(d), Malaysia) este un jucător de badminton ce a reprezentat Malaysia, medaliat olimpic. A participat la o ediție a Jocurilor Olimpice (1992) în care a câștigat o medalie de bronz.